# GAC Trumpchi GS 5
Der GAC Trumpchi GS 5 ist ein Sport Utility Vehicle der Submarke GAC Trumpchi der chinesischen Guangzhou Automobile Group.

## 1. Generation (2012–2017)

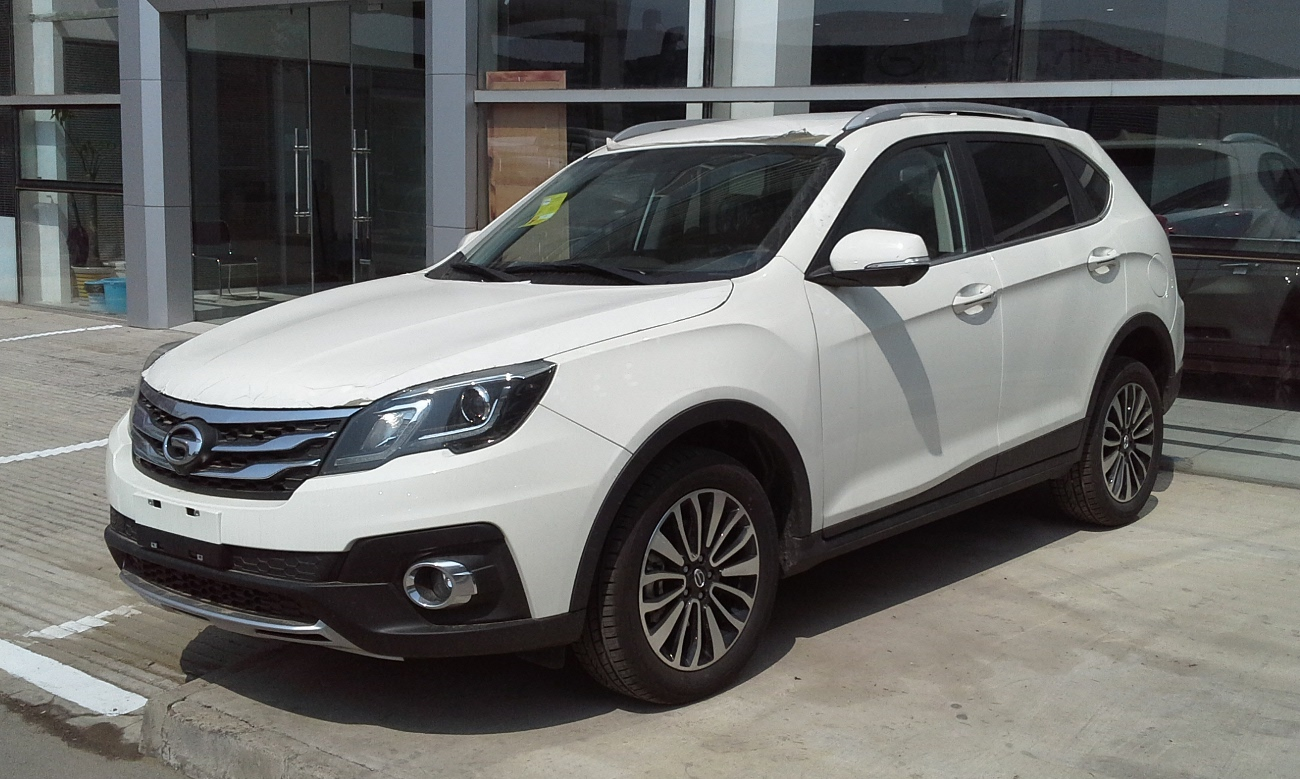
GAC Trumpchi GS 5 Super (2014–2017)

Erstmals der Öffentlichkeit gezeigt wurde das Fahrzeug auf der Guangzhou Auto Show 2011, auf den chinesischen Markt kam es am 1. März 2012. Im Oktober 2014 wurde der GS 5 überarbeitet.
Das Fahrzeug der ersten Generation wird von einem 2,0-Liter-Vierzylindermotor mit Saugrohreinspritzung und 108 kW (147 PS) oder einem aufgeladenen 1,8-Liter-Vierzylindermotor mit 130 kW (177 PS) angetrieben, wobei nur letzterer auch mit Allradantrieb erhältlich war.
Auf der North American International Auto Show im Januar 2013 in Detroit präsentierte GAC den GS5 als Elektroauto GS 5 BEV. Dieses wird von einem 150 kW (204 PS) starken Elektromotor von AC Propulsion angetrieben. Die elektrische Reichweite beträgt rund 160 Kilometer. In Serie wurde die Elektroversion nie produziert.

### Technische Daten
| Kenngrößen                                  | 2.0                          | 1.8 T                                     | BEV                           |
| Bauzeitraum                                 | 03/2012–06/2017              | 01/2013–06/2017                           | Prototyp                      |
| Motorkenndaten                              |                              |                                           |                               |
| Motortyp                                    | R4-Ottomotor                 | R4-Ottomotor                              | Elektromotor                  |
| Hubraum                                     | 1969 cm³                     | 1751 cm³                                  | —                             |
| max. Leistung Verbrennungsmotor             | 108 kW (147 PS) bei 6300/min | 130 kW (177 PS) bei 5250/min              | —                             |
| max. Leistung E-Motor                       | —                            | —                                         | 150 kW (204 PS) bei 13000/min |
| max. Drehmoment Verbrennungsmotor           | 187 Nm bei 4500/min          | 237 Nm bei 1700–5250/min                  | —                             |
| max. Drehmoment E-Motor                     | —                            | —                                         | 220 Nm                        |
| Kraftübertragung                            |                              |                                           |                               |
| Antrieb, serienmäßig                        | Vorderradantrieb             | Vorderradantrieb                          | Vorderradantrieb              |
| Antrieb, optional                           | —                            | (Allradantrieb)                           | —                             |
| Getriebe, serienmäßig                       | 5-Gang-Schaltgetriebe        | 5-Gang-Schaltgetriebe                     |                               |
| Getriebe, optional                          | [5-Gang-Automatikgetriebe]   | [5-Gang-Automatikgetriebe]                |                               |
| Messwerte                                   |                              |                                           |                               |
| Höchstgeschwindigkeit                       | 185 km/h [180 km/h]          | 200 km/h [192 km/h] ([190 km/h])          | 168 km/h                      |
| Beschleunigung, 0–100 km/h                  | 14,0 s                       | 12,0 s [14,0 s] ([14,0 s])                | 8,5 s                         |
| Kraftstoffverbrauch auf 100 km (kombiniert) | 6,5 l Super [7,0 l Super]    | 6,5 l Super [7,0 l Super] ([7,5 l Super]) | —                             |
| Stromverbrauch auf 100 km (kombiniert)      | —                            | —                                         |                               |

## 2. Generation (2018–2024)

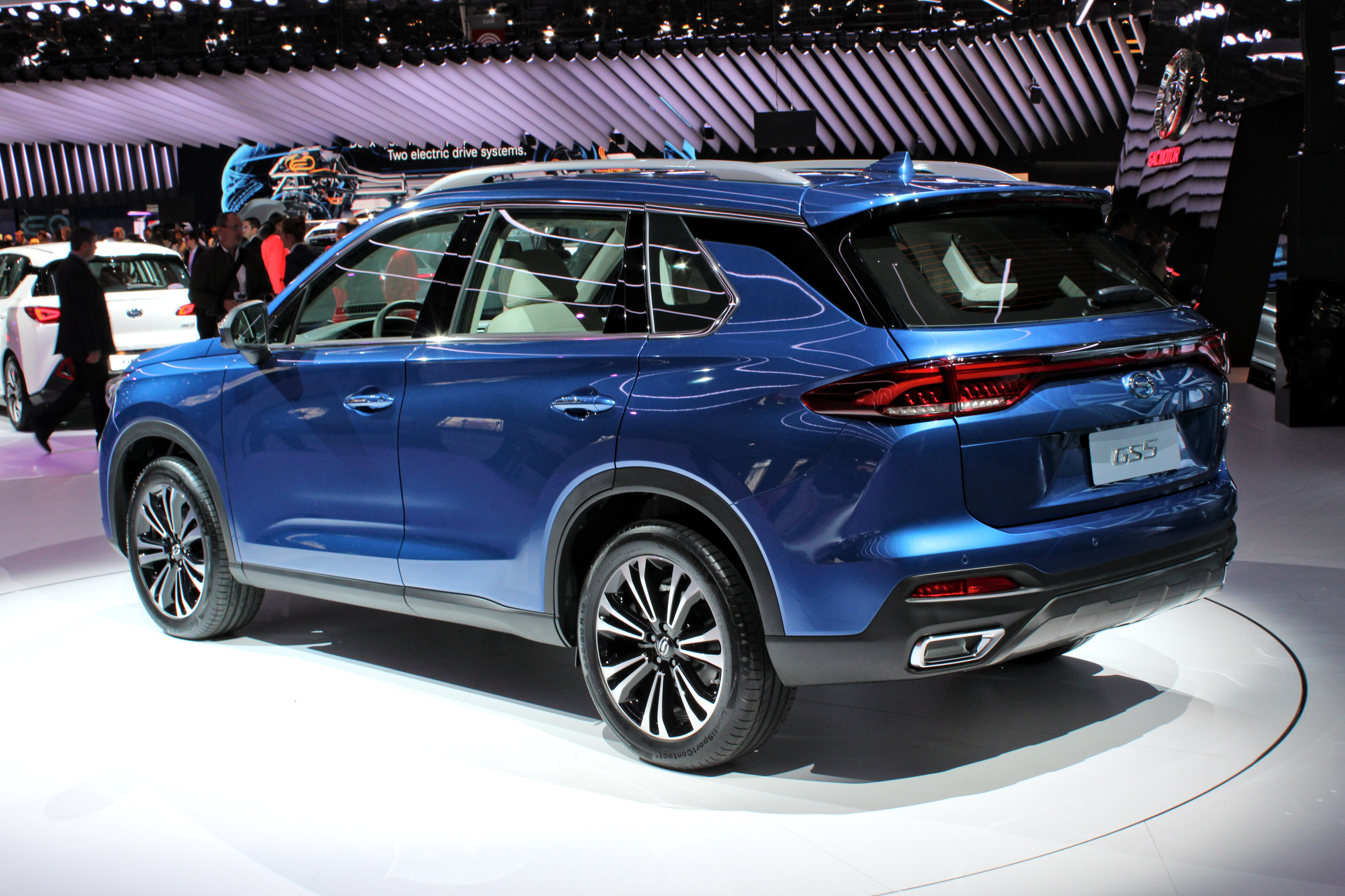
Heckansicht

Auf dem Pariser Autosalon im Oktober 2018 wurde die zweite Generation des GS 5 präsentiert. Noch im selben Monat war der Marktstart des SUV auf dem chinesischen Markt. Angetrieben wird das Fahrzeug von einem aufgeladenen 1,5-Liter-Ottomotor. Auf der Shanghai Auto Show im April 2021 wurde eine umfangreich überarbeitete Version der Baureihe vorgestellt. Fortan wird sie als GAC Trumpchi GS 4 Plus vermarktet.
Für den lateinamerikanischen Markt wird die Baureihe seit September 2021 als Dodge Journey gebaut.

### Technische Daten
| Kenngrößen                                  | 235T                         | 270T                         |                 |
| Bauzeitraum                                 | 10/2018–06/2020              | 10/2018–06/2021              | 10/2018–06/2021 |
| Motorkenndaten                              |                              |                              |                 |
| Motortyp                                    | R4-Ottomotor                 | R4-Ottomotor                 |                 |
| Hubraum                                     | 1495 cm³                     | 1495 cm³                     |                 |
| Motoraufladung                              | Turbolader                   | Turbolader                   |                 |
| max. Leistung                               | 112 kW (152 PS) bei 5000/min | 124 kW (169 PS) bei 5000/min |                 |
| max. Drehmoment                             | 235 Nm bei 1450–4250/min     | 265 Nm bei 1700–4000/min     |                 |
| Kraftübertragung                            |                              |                              |                 |
| Antrieb, serienmäßig                        | Vorderradantrieb             | Vorderradantrieb             |                 |
| Getriebe, serienmäßig                       | 6-Gang-Schaltgetriebe        | 6-Gang-Automatikgetriebe     |                 |
| Getriebe, optional                          | 6-Gang-Automatikgetriebe     | —                            |                 |
| Messwerte                                   |                              |                              |                 |
| Höchstgeschwindigkeit                       |                              |                              |                 |
| Beschleunigung, 0–100 km/h                  |                              | 9,9 s                        |                 |
| Kraftstoffverbrauch auf 100 km (kombiniert) | 7,5 l Super                  | 7,0 l Super                  |                 |